# Myotis australis
Myotis australis is een vleermuis uit het geslacht Myotis die slechts bekend is van het holotype uit New South Wales (Australië). Een exemplaar uit West-Australië vertegenwoordigt mogelijk ook deze soort. Deze soort lijkt op Myotis ater en Myotis muricola uit Zuidoost-Azië. De identiteit van M. australis is verre van zeker. Het is mogelijk dat het holotype een verdwaalde M. ater of M. muricola was of dat de typelocatie niet klopt. De soort is ook wel tot M. ater gerekend.